# Приключения пиратов в стране овощей 2
«Приключения пиратов в стране овощей 2» (англ. The Pirates Who Don't Do Anything: A VeggieTales Movie) — американский мультфильм Майка Навроцки и Фила Вишера. Это второй мультфильм, в котором представлены персонажи из сериала «Овощные истории», которую распространял Universal Pictures, который позже получит право владения франшизой Овощные истории через приобретение DreamWorks Animation в 2016 году.

## Сюжет
После нападения и посадки на один из кораблей Королевства Монтеррея, пират Роберт Грозный захватил принца Александра и отправил своих людей в поисках принцессы Элоизы. Элоиза и её слуга Уилориус записывают сообщение о помощи и отправляют в устройстве, которое сделал царь, называемый «Помощник», чтобы найти героев, которые спасут Александра.
В современную эпоху три неудачника Джордж (Па Грейп), ленивый Седжвик (Мистер Лунт) и робкий Эллиот (Ларри Огурец) работают сотрудниками в театре обеда. Хотя они хотят, чтобы их считали героями своими близкими, как сдержанные каюты, они думают, что их мечта недостижима. После разгрома шоу их уволили и бросили в переулок, где «Помощник» переносит их в Монтеррию.

## Роли озвучивали
- Фил Вишер — Джо, Седжвик, Уиллори, Мистер Хиббинг, Сэр Фредерик, Пират-шпион, пират, Помидор Боб
- Майк Навроцки — Эллиот, пират, враг театра, напарник пирата-шпиона, пират с манекеном, отец каменного монстра
- Кэм Кларк — Роберт Ужасный / Король
- Лора Героу — Элоиза
- Юрий Ловенталь — Александр
- Тим Ходж - Весёлый Джо, офицер корабля
- Меган Мёрфи - Мадам Черника
- Алан Ли - слепой человек, одноглазый Луи
- Сидни Трент - Бернадетта
- Кери Писапиа - Эллен
- Сондра Мортон Чаффин - Каролина
- Дрэйк Лайл - Джордж-младший
- Элли Навроцки - Люси
- Джим Пул - Скутер
- Патрик Крамер - Колин
- Джо Спадафорд - Джейкоб Льюис, пират-трус Стабб

## Производство
Фил Вишер завершил сценарий для этого мультфильма в 2002 году (до того, как был выпущен фильм «Пираты Карибского моря: Проклятие черной жемчужины»). Но из-за банкротства и выкупа активов Big Idea Productions фильм не смог начать производство до конца 2005 года.
Анимация была сделана Starz Animation в Канаде в сообществах Big Idea Entertainment в Америке.

## Критика и отзывы
На веб-сайте агрегаторе рецензий Metacritic «Пираты, которые ничего не делают» получил оценку 49 баллов из 100 на основе 13 отзывов, что указывает на «смешанные или негативные обзоры». На Rotten Tomatoes рейтинг составил 39 % на основе 33 отзывов. Консенсус гласит: «Этот мульт должен был понравиться самым молодым толпам, но глупый сценарий будет утомлять более требовательного зрителя». Несмотря на смешанную реакцию, пользователи на сайте были более благоприятными с рейтингом 62 %. Фильм заработал $ 12,7 млн для Universal Studios из бюджета в размере 15 миллионов долларов. Пираты, которые ничего не делают был выпущен на DVD 14 октября 2008 года.